# Alessandro Bazzani
Alessandro Bazzani, född den 31 december 1807 i Cerea i provinsen Verona, död den 7 maj 1889 i Padua, var en italiensk vitterhetsidkare.
Bazzani tillbragte ett tjugotal år i Wien för studier och som präst och lärare i italienska litteraturen, men återvände efter 1848 års händelser till sitt hemland och var från 1867 till mitten av 1880-talet professor vid universitetet i Padua. Bazzani diktade Venturo, il Sansone di Sicilia (1854), en profetia om att Italiens befriare skulle komma från Sicilien (vilket besannades genom Garibaldis bragder 1860), Inni, odi, canzoni e sonetti (1859) med mera. Förtrogen med de skandinaviska språken och litteraturerna, översatte Bazzani till italienska Tegnérs "Frithiofs saga" (La leggenda di Frithiof, 1852) med en inledande studie över den skandinaviska vitterheten samt en parallell mellan den grekiska och den nordiska mytologin. Han översatte vidare Schillers Wallenstein och Fiesco samt diktverk av Longfellow, Hamerling och Lingg.